# Thailands håndboldlandshold (herrer)
Thailands håndboldlandshold for mænd er det mandlige landshold i håndbold for Thailand. Det repræsenterer landet i internationale håndboldturneringer.

## Placeringer

### Asienmesterskabet i håndbold
| År   | Thailands placering | Værtsland |
| 2006 | 9.- plads           | Thailand  |
| ---- | ------------------- | --------- |

### Asienlegene
| År   | Thailands placering | Værtsland |
| 1998 | 8.- plads           | Thailand  |
| ---- | ------------------- | --------- |